# Sebastes crameri
Sebastes crameri är en fiskart som först beskrevs av Jordan, 1897.  Sebastes crameri ingår i släktet Sebastes och familjen kungsfiskar. Inga underarter finns listade i Catalogue of Life.